# Slovenia Open
El torneig de Portorož, conegut oficialment com a Banka Koper Slovenia Open, és una competició tennística professional que es disputa sobre pista dura al ŠRC Marina de Portorož, Eslovènia. Pertany als International Tournaments del circuit WTA femení. El torneig es va crear l'any 2005 i actualment es disputa al mes de juliol.

## Palmarès

### Individual femení
| Any               | Campiona           | Finalista               | Resultat            |
| ----------------- | ------------------ | ----------------------- | ------------------- |
| WTA 250           |                    |                         |                     |
| 2022              | Kateřina Siniaková | Ielena Ribàkina         | 6−7(4), 7−6(5), 6−4 |
| 2021              | Jasmine Paolini    | Alison Riske            | 7−6(4), 6−2         |
| WTA International |                    |                         |                     |
| 2020 − 2011       | No celebrat        | No celebrat             | No celebrat         |
| 2010              | Anna Txakvetadze   | Johanna Larsson         | 6−1, 6−2            |
| 2009              | Dinara Safina      | Sara Errani             | 6−7(5), 6−1, 7−5    |
| WTA Tier IV       |                    |                         |                     |
| 2008              | Sara Errani        | Anabel Medina Garrigues | 6−3, 6−3            |
| 2007              | Tatiana Golovin    | Katarina Srebotnik      | 2−6, 6−4, 6−4       |
| 2006              | Tamira Paszek      | Maria Elena Camerin     | 7−5, 6−1            |
| 2005              | Klára Koukalová    | Katarina Srebotnik      | 6−2, 4−6, 6−3       |

### Dobles femenins
| Any               | Campiones                                      | Finalistes                                  | Resultat          |
| ----------------- | ---------------------------------------------- | ------------------------------------------- | ----------------- |
| WTA 250           |                                                |                                             |                   |
| 2022              | Marta Kostyuk Tereza Martincová                | Cristina Bucșa Tereza Mihalíková            | 6−4, 6−0          |
| 2021              | Anna Kalinskaya Tereza Mihalíková              | Aleksandra Krunić Lesley Pattinama Kerkhove | 4−6, 6−2, [12−10] |
| WTA International |                                                |                                             |                   |
| 2020 − 2011       | No celebrat                                    | No celebrat                                 | No celebrat       |
| 2010              | Maria Kondratieva Vladimíra Uhlířová           | Anna Txakvetadze Marina Erakovic            | 6−4, 2−6, [10−7]  |
| 2009              | Julia Görges Vladimíra Uhlířová                | Camille Pin Klára Zakopalová                | 6−4, 6−2          |
| WTA Tier IV       |                                                |                                             |                   |
| 2008              | Anabel Medina Garrigues Virginia Ruano Pascual | Vera Duixévina Iekaterina Makàrova          | 6−4, 6−1          |
| 2007              | Lucie Hradecká Renata Voráčová (2)             | Andreja Klepač Elena Likhovtseva            | 5−7, 6−4, [10−7]  |
| 2006              | Lucie Hradecká Renata Voráčová                 | Eva Birnerová Émilie Loit                   | Renúncia          |
| 2005              | Anabel Medina Garrigues Roberta Vinci          | Jelena Kostanić Katarina Srebotnik          | 6−4, 5−7, 6−2     |